# Bohars
Bohars (bret. Boc'harzh) – miejscowość i gmina we Francji, w regionie Bretania, w departamencie Finistère.
Według danych na rok 1990 gminę zamieszkiwały 3043 osoby, a gęstość zaludnienia wynosiła 419 osób/km² (wśród 1269 gmin Bretanii Bohars plasuje się na 175. miejscu pod względem liczby ludności, natomiast pod względem powierzchni na miejscu 939.).